# Aleksej Kiseljov (activist)
Aleksej Aleksandrovitsj Kiseljov (Russisch: Алексей Александрович Киселёв) (Grjazi, 1984) is een homorechtenactivist uit Rusland. In april 2013 verkreeg hij politiek asiel in Spanje.

## Activisme
Aleksej Kiseljov is meerdere malen gearresteerd voor het demonstreren tegen de regering van Rusland en de regionale en federale anti-homopropagandawetten van het land. Na zijn laatste arrestatie week hij in juli 2012 uit naar Barcelona, waar hij politiek asiel aanvroeg. De Spaanse regering besloot op 25 april 2013 dat Kiseljov een permanente verblijfsvergunning werd toegekend.
Kiseljov spande samen met twee andere activisten, Nikolaj Bajev en Nikolaj Aleksejev, een rechtszaak aan bij het Europees Hof voor de Rechten van de Mens (EHRM) tegen de federale anti-homopropagandawet (2013) van Rusland en diverse regionale anti-homopropagandawetten (2006-2013). Deze rechtszaak is bekend onder de naam Bajev et al. v. Rusland. Op 20 juni 2017 oordeelde het EHRM in het voordeel van de aanklagers en stelde dat Rusland in strijd heeft gehandeld met Artikel 10 en Artikel 14 van het Europees Verdrag voor de Rechten van de Mens.